# François Ruhlmann
François Ruhlmann (Bruxelles, 11 gennaio 1868 – Parigi, 8 giugno 1948) è stato un direttore d'orchestra belga.

## Biografia
Nato a Bruxelles, Ruhlmann fu allievo di Joseph Dupont nella sua città natale. Da bambino cantava nel coro del Théâtre Royal de la Monnaie e a 7 anni suonava l'oboe nell'orchestra.
Il primo impegno di Ruhlmann come direttore d'orchestra fu al Théâtre des Arts di Rouen nel 1892. A ciò seguirono ulteriori lavori a Liegi e Anversa, prima di un ritorno al Théâtre Royal de la Monnaie nel 1898.
François Ruhlmann iniziò la sua carriera all'Opéra-Comique di Parigi il 6 settembre 1905 (con Carmen), poi alla morte di Alexandre Luigini divenne direttore principale nel 1906 (ritirandosi dalla posizione nel 1914). Sebbene mobilitato nel 1914, tornò occasionalmente durante la guerra per condurre.
Dal 1911 diresse al teatro del Casinò di Aix-les-Bains. Successivamente promosse opere di Dukas, Debussy, Fauré e Ravel ai Concerti Popolaires di Bruxelles. Nel 1920 Ruhlmann cercò di mediare in una disputa che coinvolse i sindacati dei musicisti a Parigi, sebbene simpatizzasse con i musicisti.
Nel 1919 si trasferì al Palais Garnier, dove rimase fino al 1938.

## Opere dirette in anteprima
He conducted many operatic premieres:
- Les Pêcheurs de Saint Jean (Widor) 1905
- Les Armaillis (Doret) 1906
- Le roi aveugle (February) 1906
- Ariane et Barbe-bleue (Dukas) 1907
- Le Chemineau (Leroux) 1907
- La Habanéra (Laparra) 1908
- La fanciulla delle nevi (Rimsky-Korsakov) Paris première 1908
- Chiquito (Nouguès) 1909
- On ne badine pas avec l'amour (Erlanger) 1910
- Bérénice (Magnard) 1911
- L’Ancêtre (Saint-Saëns) Paris première 1911
- L'Heure espagnole (Ravel) 1911
- Thérèse (Massenet) Paris première 1911
- La sorcière (Erlanger) 1912
- La Lépreuse (Lazzari) 1912
- La vida breve (Falla) Paris première 1913
- Mârouf, savetier du Caire (Rabaud) 1914
- Lorenzaccio (Moret) 1920
- Esther, princesse d'Israël (Mariotte) 1925

## Registrazioni
È stato a lungo associato alla Pathé, per la quale ha realizzato molte incisioni, tra cui sei opere complete dopo il 1910, tra le quali Rigoletto (Verdi) su 28 facciate; Faust (Gounod) su 56 facciate; e Il trovatore (Verdi), 1912 su 38 facciate. Ha anche diretto la registrazione Pathé del 1911 di Carmen (54 facciate).
François Ruhlmann morì a Parigi all'età di 80 anni.